# Radomsko
Radomsko é um município da Polônia, na voivodia de Łódź e no condado de Radomsko. Estende-se por uma área de 51,43 km², com 46 409 habitantes, segundo os censos de 2017, com uma densidade de 911,1 hab/km².